# Hemileuca denudata
Hemileuca denudata är en fjärilsart som beskrevs av Berthold Neumoegen 1891. Hemileuca denudata ingår i släktet Hemileuca och familjen påfågelsspinnare. Inga underarter finns listade i Catalogue of Life.